# Ludas (Szerbia)
Ludas (szerbül Шупљак / Šupljak, horvátul Šupljak) falu Szerbiában, a Vajdaságban, az Észak-bácskai körzetben, Szabadka községben.

## Fekvése
Szabadkától 13 km-re kelet-délkeletre, a Ludasi-tó déli partján terül el.

## Története
Ludas környékén kőkori, bronzkori, rézkori, kora vaskori, szarmata kori, népvándorlás és honfoglalás kori leletek kerültek napvilágra. Nevét az oklevelek 1335-ben említették először Ludasyghaz néven. Később a török hódoltság alatt Ludas, majd Ludaspuszta, majd a 20. században Ludas néven volt említve.
Az itteni tó először egy 17. század végi, majd egy 1747. évi térképén látható, északkeleti partján egy templomrom megjelölésével.

## Népesség

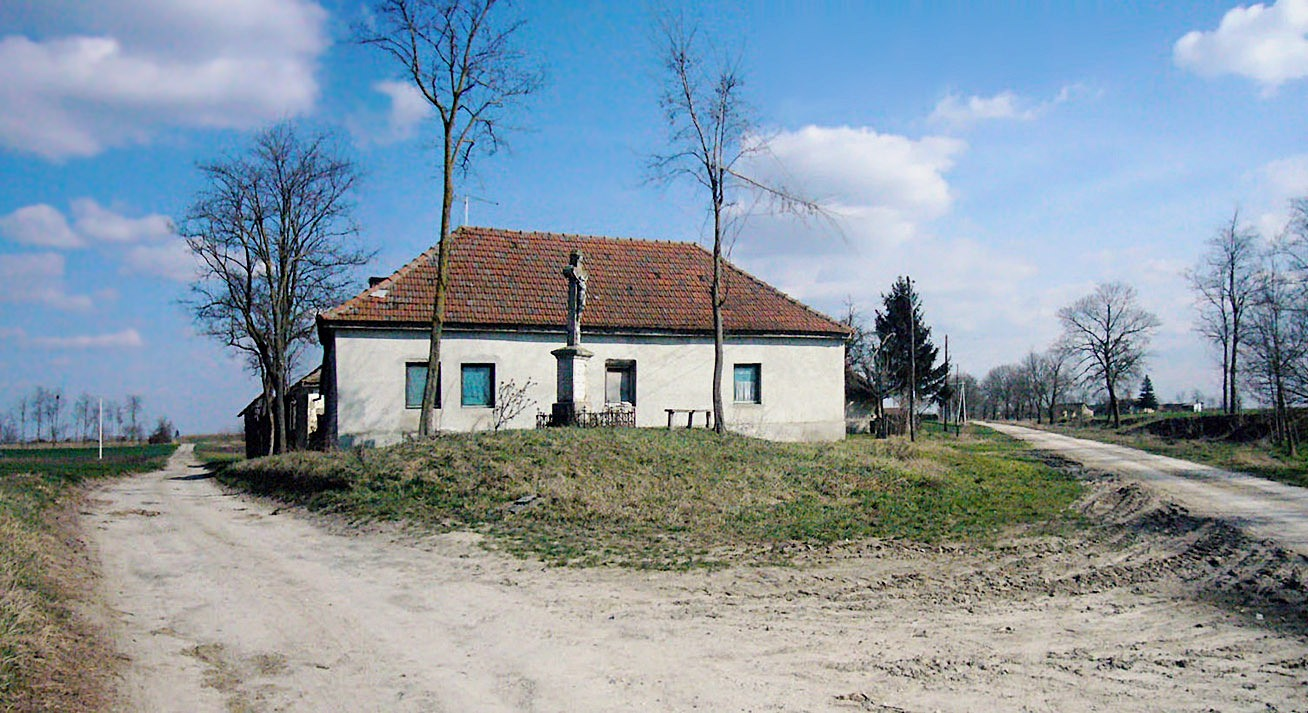
Egy régi ház és egy út menti kereszt Ludas közelében

- Az 1991-es népszámlálás szerint 1427 lakosa volt
- A 2002-es szerint pedig 1310 lakosa volt. Ebből 1146 (87,48%) magyar, 58 (4,42%) bunyevác, 39 (2,97%) szerb, 25 (1,90%) horvát, 4 (0,3%) montenegrói, 2 (0,15%) szlovák, 1 (0,07%) macedón, 1 (0,07%) jugoszláv, 2 (0,15%) ismeretlen.

A falunak 1042 nagykorú polgára van, a lakosság átlagéletkora 41,4 év (a férfiaké 40,3, a nőké 42,6). A településen 472 háztartás van, háztartásonként átlagosan 2,78 taggal.
Az 1948-as népszámlálás szerint még 3052 lakosa volt.

## Nevezetességek
- Ludasi-tó

## Külső hivatkozások
- Ludas története Archiválva 2009. június 26-i dátummal a Wayback Machine-ben